# Scanalatura esterna dell'otturatore
Il solco dell'otturatore esterno è il solco sull'aspetto posteriore del collo del femore per l'inserimento del muscolo otturatore esterno, un muscolo importante durante la locomozione bipede.
Questo landmark è utilizzato come prova della locomozione bipede negli ominidi. Il fossile Orrorin tugenensis (6-7 milioni di anni fa) possiede il solco dell'otturatore esterno, il che suggerisce che si muovesse in modo bipede e potrebbe rappresentare uno dei primi fossili con evidenza di locomozione bipede.